# Vespadelus regulus
Vespadelus regulus é uma espécie de morcego da família Vespertilionidae, endêmico da Austrália. É encontrado no sudeste da Austrália e na Tasmânia, geralmente em árvores e às vezes em edifícios. Ele possui uma coloração avermelhada na parte superior, enquanto o resto possui uma coloração cinzenta. Ele tem um focinho curto, orelhas grandes, um crânio plano e uma cabeça em forma de triângulo.